# Tatu Miettunen
Tatu Miettunen (Mänttä, Finlandia; 24 de abril de 1995) es un futbolista finlandés. Su posición es la de defensa y su club es el FC Ilves Tampere de la Veikkausliiga de Finlandia.

## Estadísticas

### Clubes
Actualizado al último partido jugado el 11 de junio de 2023.
| FC Ilves Tampere · Finlandia | 2.ª                 | 2014                | 16  | 1  | -  | - | - | - | 16  | 1  | 0,42 |
| FC Ilves Tampere · Finlandia | 1.ª                 | 2015                | 21  | 0  | 4  | 0 | - | - | 25  | 0  | 0,00 |
| FC Ilves Tampere · Finlandia | 1.ª                 | 2016                | 32  | 1  | 4  | 0 | - | - | 36  | 1  | 0,03 |
| FC Ilves Tampere · Finlandia | 1.ª                 | 2017                | 29  | 2  | 7  | 0 | - | - | 36  | 2  | 0,06 |
| FC Ilves Tampere · Finlandia | 1.ª                 | 2018                | 27  | 2  | 5  | 0 | 2 | 0 | 34  | 2  | 0,06 |
| FC Ilves Tampere · Finlandia | 1.ª                 | 2019                | 26  | 2  | 8  | 2 | - | - | 34  | 4  | 0,12 |
| FC Ilves Tampere · Finlandia | 1.ª                 | 2020                | 18  | 0  | 5  | 1 | 1 | 0 | 24  | 1  | 0,04 |
| FC Ilves Tampere · Finlandia | 1.ª                 | 2021                | 24  | 2  | -  | - | - | - | 24  | 2  | 0,13 |
| FC Ilves Tampere · Finlandia | 1.ª                 | 2022                | 21  | 1  | 5  | 0 | - | - | 26  | 1  | 0,04 |
| FC Ilves Tampere · Finlandia | 1.ª                 | 2023                | 11  | 1  | 7  | 0 | - | - | 18  | 1  | 0,06 |
| FC Ilves Tampere · Finlandia | Total               | Total               | 225 | 12 | 45 | 3 | 3 | 0 | 273 | 15 | 0,05 |
| Ilves-Kissat · Finlandia | 3.ª                 | 2014                | 2   | 0  | -  | - | - | - | 2   | 0  | 0,00 |
| Ilves-Kissat · Finlandia | Total               | Total               | 2   | 0  | 0  | 0 | 0 | 0 | 2   | 0  | 0,00 |
| Total en su carrera | Total en su carrera | Total en su carrera | 227 | 12 | 45 | 3 | 3 | 0 | 275 | 15 | 0,05 |
| (1) Incluye datos de Copa de la Liga de Finlandia y Copa de Finlandia. (2) Incluye datos de Liga de Campeones de la UEFA y Liga Europa de la UEFA. (3) No incluye goles en partidos amistosos. |                     |                     |     |    |    |   |   |   |     |    |      |

## Palmarés

### Títulos nacionales
| Título            | Club             | País      | Año  |
| ----------------- | ---------------- | --------- | ---- |
| Copa de Finlandia | FC Ilves Tampere | Finlandia | 2019 |